# Альба, Гарсия Альварес де Толедо
Гарсия Альварес де Толедо-и-Каррильо де Толедо (исп. García Álvarez de Toledo y Carrillo de Toledo; ок. 1424 года — 20 июня 1488 года) — испанский аристократ, государственный и военный деятель, 2-й граф Альба-де-Тормес (1460—1488) и 1-й герцог Альба (1472—1488). Также маркиз де Кория (1469—1488), граф де Сальватьерра-де-Термес и сеньор де Вальдекорнеха. Верховный наместник (аделантадо майор) Кастилии и Леона. Участник Гранадской войны (1482—1492).

## Биография
Старший сын Фернандо Альвареса де Толедо-и-Сармьенто (1390—1460), 1-го графа де Альба-де-Тормес, и Менсии Каррильо де Толедо-и-Паломеке, сеньоре де Берсимуэль.
В 1460 году, после смерти своего отца, Гарсия Альварес де Толедо унаследовал титул и владения графа де Альба-де-Тормес. В 1472 году король Кастилии Энрике IV пожаловал Гарсии Альваресу де Толедо титул герцога Альба и возвёл графство Альба-де-Тормес в степень наследственного герцогства.
Во время войны за кастильское наследство (1475—1479) между королевой Изабеллой и её племянницей Хуаной Бельтранеха Гарсия Альварес де Толедо, 1-й герцог Альба, воевал на стороне первой.
20 июня 1488 года герцог Гарсия Альварес де Толедо скончался. Ему наследовал старший сын Фадрике Альварес де Толедо (ок. 1460—1531), 2-й герцог Альба.

## Семья
В 1448 году женился на Марии Энрикес де Киньонес-и-Толедо, дочери Фадрике Энрикеса де Мендоса (ок. 1390 — 1473), адмирала Кастилии, и Терезы Фернандес де Киньонес. В браке у них родилось 5 сыновей и 4 дочери:
- Фадрике Альварес де Толедо (ок. 1460 — 1531), 2-й герцог Альба (1488—1531)
- Мансия Энрикес де Толедо, жена с 1474 года Бельтрана де ла Куэва (1443—1492), графа Ледесмы (1462—1494) и Уэльма (1474—1492) 1-го герцога Альбуркерке (1464—1492)
- Тереза Альварес де Толедо (ум. 1487), жена с 1482 года Педро Фернандеса Манрике де Лара-и-Виверо (ок. 1453 — 1515), 2-го графа Осорно (1482—1515)
- Франсиска Альварес де Толедо, муж с 1476 года — Франциско Фернандес де ла Куэва-и-Хирон (1467—1526), 2-й герцог Альбуркерке (1492—1526)
- Мария Альварес де Толедо, жена с 1491 года Гомеса Суареса де Фигероа (ум. 1505), 2-го графа Фериа (1461—1505)
- Гуттиере Альварес де Толедо (ум. 1506), епископ Пласенсиа (1496—1506)
- Гарсия Альварес де Толедо-и-Энрикес, 1-й сеньор Ла-Оркахада. Женился на Франсиске Солис, дочери Гуттиере де Касереса-и-Солиса, графа Кориа, и Франсиски де Толедо
- Педро Альварес де Толедо-и-Энрикес, сеньор Мансера, Сальмораль, Наваррос, Сан-Мигель-де-Серресуэла, Монтальбо и Гальегос-де-Сольмирон. Был женат на Леонор де Айяла, дочери Педро Лопеса де Айялы, командора Мора, и Марии Давалос.
- Фернандо Альварес де Толедо-и-Энрикес (ум. 1532), 1-й сеньор Виллориас, женат на Марии де Рохас-и-Перейра. Его дочь, Мария Альварес де Толедо-и-Рохас (1490—1549), стала женой 4-го вице-короля Новой Испании Диего Колумба (1474/1480 — 1526), сына адмирала Христофора Колумба, первооткрывателя Америки.